# Diversidad sexual en Machala

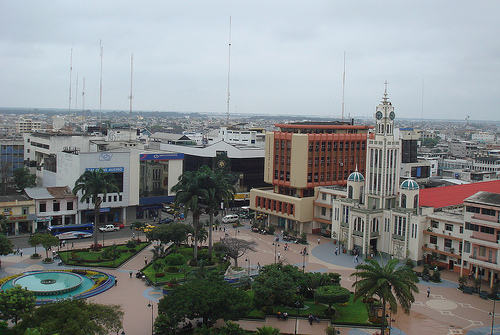
Vista panorámica de la ciudad ecuatoriana de Machala.

La diversidad sexual en Machala engloba las distintas manifestaciones de sexualidad y género de las poblaciones LGBT que han habitado la ciudad ecuatoriana de Machala a lo largo de su historia. De acuerdo al Censo de Población y Vivienda de Ecuador de 2022, Machala se ubica en la séptima posición de entre las ciudades del país con mayor cantidad de personas abiertamente identificadas como LGBT.
En la actualidad, distintos eventos dirigidos a las personas pertenecientes a la diversidad sexual se realizan de forma anual en la ciudad, entre ellos la Marcha del Orgullo LGBT de Machala y un festival de cine LGBT, además de otras actividades de visibilización que cuentan con apoyo de autoridades locales. Las personas LGBT son además consideradas grupos prioritarios por los centros de salud de la provincia de El Oro.
A pesar de que la homofobia se ha reducido en las últimas décadas, Machala ha sido tradicionalmente considerada como una ciudad conservadora y las personas pertenecientes a la diversidad sexual continúan sufriendo distintos tipos de discriminación. Un estudio realizado en 2012 por el Instituto Nacional de Estadística y Censos (INEC) reveló que las personas LGBT tenían un 15% más de probabilidades de ser violentadas en Machala en comparación con el promedio del resto de ciudades ecuatorianas analizadas.
Del lado del activismo por los derechos LGBT, varias agrupaciones operan en la ciudad y los cantones aledaños de El Oro. Entre ellas se encuentran algunas como Transex, Pasaje Diverso, Estrellas del Futuro, Sembrando Futuro, Arenillas Diverso y Nuevo Despertar Diverso.

## Historia
Antes de la despenalización de la homosexualidad en Ecuador, que tuvo lugar en 1997, las personas LGBT solían sufrir discriminación generalizada. Las personas transgénero detenidas por la policía eran recluidas en cárceles de hombres, donde eran víctimas de torturas y violaciones.
En noviembre de 2007, la ciudad fue el escenario de un hito en el reconocimiento de la libertad de imagen de las personas transgénero. Esto ocurrió a través del llamado Caso Ciudadana Luis Enrique Salazar, en el que una mujer transgénero logró obtener su documento de identidad en las oficinas del Registro Civil de la ciudad sin ser obligada a retirarse el maquillaje para la toma de la fotografía oficial.
En junio de 2014, se presentó ante el Registro Civil de Machala la tercera pareja del mismo sexo que buscó contraer matrimonio en Ecuador, como parte de la campaña Matrimonio Civil Igualitario que buscaba la legalización del matrimonio entre personas del mismo sexo. La pareja recibió una respuesta negativa por parte de la entidad el 1 de julio del mismo año en que se citaron las prohibiciones legales y constitucionales. El matrimonio entre personas del mismo sexo fue legalizado en Ecuador por la Corte Constitucional cinco años después, en 2019.
Durante la segunda mitad de la década de 2010 y los primeros años de la década de 2020, la comunidad LGBT de Machala se articuló para exigir justicia en una serie de asesinatos hacia personas pertenecientes a la diversidad sexual. Entre las más vulnerables se encontraban las mujeres transgénero dedicadas al trabajo sexual, que en algunos casos habían sido atacadas por clientes. Otros crímenes que trascendieron las noticias locales fueron el asesinato de Javier Viteri, joven que fue asesinado con 89 puñaladas en 2020, y del estilista Robert Mendoza, en 2021.
El 26 de abril de 2021, la Dirección General de Registro Civil, Identificación y Cedulación abrió el proceso de cambio de género en la cédula en sus sedes de todo el país, dado que hasta ese momento el proceso solo podía realizarse en las ciudades de  Quito, Guayaquil, Cuenca y Manta. No obstante, hasta agosto de ese año, personas transgénero de Machala continuaban encontrando obstáculos para hacer el trámite en la ciudad.

## Eventos

### Marcha del Orgullo LGBT de Machala
La Marcha del Orgullo LGBT de Machala es una manifestación que se celebra de forma anual en el marco del Día Internacional del Orgullo LGBT para visibilizar a las poblaciones pertenecientes a la diversidad sexual y exigir la igualdad de derechos. La marcha se realiza al menos desde 2008, reuniendo cada año a centenares de asistentes. La ruta tradicional del evento inicia en el parque Ismael Pérez Pazmiño y recorre la avenida 25 de Junio. Durante el evento, personas pertenecientes a las poblaciones LGBT portan banderas del orgullo, trajes multicolores y carteles con mensajes relacionados al respeto a la diversidad y la lucha por la igualdad.
La edición de 2012 se desarrolló el 30 de junio y contó con la participación de agrupaciones como la organización Sembrando Futuro, mientras que la de 2017 contó además con la fundación Caminos Verdes y llegó hasta el parque de Los Héroes. Debido a restricciones por parte de la policía, la marcha de 2021 sufrió complicaciones, por lo que, en adición a la avenida 25 de junio, recorrió las calles Ayacucho y Rocafuerte y finalizó en el edificio de la Fiscalía de El Oro. La marcha del año siguiente contó por primera vez con la participación de la Universidad Técnica de Machala y culminó en el edificio de la Prefectura provincial, donde se instaló una tarima para la realización de un espectáculo artístico.
En 2024, la planeación de la marcha sufrió inconvenientes luego de que los organizadores no obtuvieran los permisos necesarios por parte del municipio para su realización. Ante ello, la policía intentó detener la marcha cuando se prestaba a iniciar, pero los participantes expresaron que habían hecho la solicitud con casi un mes de anticipación y que habían recibido trabas para obtener los permisos, por lo que decidieron marchar de todos modos, aún ante la oposición del intendente. Tras este percance, la marcha se desarrolló sin más contratiempos. Al año siguiente, los organizadores volvieron a tener trabas para obtener los permisos, por lo que trasladaron el inicio de la marcha a las calles Rocafuerte y Junín.

### Otros eventos
Machala es una de las ciudades sede del Festival Internacional de Cine LGBT El Lugar Sin Límites, encuentro ecuatoriano de cine que presenta cada año filmes de diversos países con temáticas relacionadas con la diversidad sexual. El festival ha tenido lugar en sitios como el núcleo de El Oro de la Casa de la Cultura Ecuatoriana, el edificio ExPredesur y el campus de la Universidad Técnica de Machala.
Otros eventos centrados en la población LGBT que se realizan en la ciudad de forma anual incluyen certámenes de belleza, que reúnen a candidatas de distintos cantones de la provincia y entre los que se encuentra el certamen Reina LGBTI de El Oro, que en 2018 contó por primera vez con el apoyo del alcalde la ciudad. Adicionalmente, en 2020 se realizó en la ciudad por primera vez una edición de la Marcha Nacional Trans de Ecuador, que arrancó en el Parque de Los Héroes, recorrió la calle Rocafuerte y desembocó en el edificio de la Fiscalía de El Oro.